# Кличко (фильм)
«Кличко» — документальный фильм немецкого режиссёра Себастиана Денхардта о двух украинских братьях-боксёрах — чемпионах в тяжёлой весовой категории — Виталии и Владимире Кличко. Международная премьера картины состоялась на фестивале Трайбека в Нью-Йорке, который организует Роберт Де Ниро. Режиссёр Себастиан Денхардт на протяжении двух лет сопровождал братьев в Германии, в Украине, в США, Казахстане, Канаде, Австрии и Швейцарии. Премьера фильма на Украине состоялась 17 июля 2011 года в рамках Одесского международного кинофестиваля. В Москве премьера картины прошла 7 декабря 2011 г. на фестивале авторского документального кино «Артдокфест».

## Критика
17 июля 2011 г. «Обозреватель» пишет:
«История их жизни рассказана, начиная с ранних лет до периода, когда они стали мировыми звездами спорта. Очень эмоциональный, захватывающий и искренний фильм. Это не банальный рассказ „супергероев“ о своей истории успеха, это скорее история борьбы, приоритетов и целей, которая постоянно происходит в жизни. Режиссёр картины приоткрыл дверь, в которую мы никогда не заходили, и показал нам — какие они братья Кличко на самом деле. В кадре появляются родители братьев, их товарищи и соперники. Немецкий документалист Себастьян Денхард, чтобы снять фильм сопровождал братьев Кличко в течение двух лет в Германии, Украине, США, Казахстане, Канаде, Австрии и Швейцарии. И это время и затраты того стоили, так как были подмечены интересные моменты жизни.»
После европейской премьеры фильма в Эссене Kinote выделил особенно следующие моменты фильма:
«Самые трогательные эпизоды связаны с появлением в кадре родителей чемпионов: Надежда и Владимир Кличко раньше перед телекамерами не появлялись, а встретиться с Денхардтом их убедили сами братья. В откровенном разговоре, например, выяснилось, что Надежда Ульяновна никогда не смотрит бои с участием сыновей, так как слишком волнуется. Однако именно она первой узнает о результате: когда Владимир, только-только нокаутировав соперника, хватается за мобильный телефон, он звонит не очередной подружке, а любимой маме.»